# Leinpfad Verlag
Der Leinpfad Verlag ist ein 1997 in Ingelheim am Rhein gegründeter regional ausgerichteter Verlag mit Sitz in Rheinland-Pfalz. Im Sommer 2022 wurde der Leinpfad Verlag von der TZ-Verlag&Print GmbH erworben, welche das Programm fortführt. 

## Geschichte
Verlagsgründerin Angelika Schulz-Parthu veröffentlichte 1997 als erstes Buch Wie ein Blick in die Lande eines schöneren Edens  des Ingelheimer Ornithologen Carlo von Erlanger aus dem frühen 20. Jahrhundert, mit Reiseberichten aus Äthiopien und Tunesien. In der Folgezeit wurden hauptsächlich Fotobände der 1950er-Jahre publiziert. Fast alle Bücher des Leinpfad Verlags fallen in die Kategorie Regionalia.

## Verlagsprogramm
Das Programm des Leinpfad Verlags umfasst Regionalkrimis, Literatur und Autobiografien, Wander- und Ausflugsführer, Mundart, Koch- und Weinbücher, Fotobände und Kinderbücher von mehr als 100 verschiedenen Autoren.

## Publikationen (Auszug)
- Angelika Schulz-Parthu: Das kleine Ingelheimer Spargelbuch. 2. Auflage. 2001, ISBN 3-9806915-1-9. (Rezepte und Tipps rund um das Thema Spargel)
- Angelika Schulz-Parthu (Hrsg.): Lust auf Rheinhessen. Die 100 besten Rezepte der Weingüter. 2002, ISBN 3-9807711-9-9.
- Ulla Sandrock: Elli und Pit oder wer ist der beste Torwart von Mainz 05? 2005, ISBN 3-937782-25-7. (Kinderbuch)
- Andreas Wagner: Herbstblut. Ein Weinkrimi. 2007, ISBN 978-3-937782-62-1. (regionaler Krimi)
- Franziska Franke: Der Tod des Jucundus – ein Kriminalroman aus dem römischen Mainz. 2011, ISBN 978-3-942291-18-7 (regionaler historischer Kriminalroman)
- Angelika Schulz-Parthu (Hrsg.): Rheinhessische Tapas. 2. Auflage. 2013, ISBN 978-3-942291-40-8. (Kochbuch)
- Antje Fries, Maike Müller: Kalle im Wingert. Von Ausbrechern einem Lesekönig und verschwundenen Rebläusen. 3. Auflage. 2013, ISBN 978-3-942291-74-3. (Sachbuch für Kinder zum Thema Weinanbau)
- Claudia Platz und Angelika Schulz-Parthu (Hrsg.): Tödlicher Glühwein. 19 Weihnachtskrimis aus Rheinhessen.  2013, ISBN 978-3-942291-67-5. (regionale Krimi-Anthologie)